# PRR5L
PRR5L (англ. Proline rich 5 like) – білок, який кодується однойменним геном, розташованим у людей на короткому плечі 11-ї хромосоми. Довжина поліпептидного ланцюга білка становить 368 амінокислот, а молекулярна маса — 40 836.
| 10         |  | 20         |  | 30         |  | 40         |  | 50         |
| ---------- |  | ---------- |  | ---------- |  | ---------- |  | ---------- |
| MTRGFAPILP |  | VEFHKMGSFR |  | RPRPRFMSSP |  | VLSDLPRFQA |  | ARQALQLSSS |
| SAWNSVQTAV |  | INVFKGGGLQ |  | SNELYALNEN |  | IRRLLKSELG |  | SFITDYFQNQ |
| LLAKGLFFVE |  | EKIKLCEGEN |  | RIEVLAEVWD |  | HFFTETLPTL |  | QAIFYPVQGQ |
| ELTIRQISLL |  | GFRDLVLLKV |  | KLGDLLLLAQ |  | SKLPSSIVQM |  | LLILQSVHEP |
| TGPSESYLQL |  | EELVKQVVSP |  | FLGISGDRSF |  | SGPTYTLARR |  | HSRVRPKVTV |
| LNYASPITAV |  | SRPLNEMVLT |  | PLTEQEGEAY |  | LEKCGSVRRH |  | TVANAHSDIQ |
| LLAMATMMHS |  | GLGEEASSEN |  | KCLLLPPSFP |  | PPHRQCSSEP |  | NITDNPDGLE |
| EGARGSQEGS |  | ELNCASLS   |  |            |  |            |  |            |

A: Аланін

C: Цистеїн

D: Аспарагінова кислота

E: Глутамінова кислота

F: Фенілаланін

G: Гліцин

H: Гістидин

I: Ізолейцин

K: Лізин

L: Лейцин

M: Метіонін

N: Аспарагін

P: Пролін

Q: Глутамін

R: Аргінін

S: Серин

T: Треонін

V: Валін

W: Триптофан

Кодований геном білок за функціями належить до фосфопротеїнів, інгібіторів передачі внутрішньоклітинних сигналів. 
Задіяний у такому біологічному процесі, як альтернативний сплайсинг. 